# Comté de Charlevoix
Pour le comté du Québec, voir Comté de Charlevoix (Québec). Pour les autres articles homonymes, voir Charlevoix (homonymie).
Le comté de Charlevoix, en anglais : Charlevoix County, est un comté situé dans le Nord-Ouest de la péninsule inférieure de l'État du Michigan, sur la rive du lac Michigan. Son siège est à la ville de Charlevoix. Selon le recensement de 2000, sa population est de 26 090 habitants.

## Géographie
Le comté a une superficie de 3 602 km2, dont 1 080 km2 en surfaces terrestres.